# 왕과 나 (1946년 영화)
왕과 나(Anna And The King Of Siam)는 미국에서 제작된 존 크롬웰 감독의 1946년 드라마, 멜로/로맨스 영화이다. 아이린 던 등이 주연으로 출연하였고 루이스 D. 라이튼 등이 제작에 참여하였다.

## 출연

### 주연
- 아이린 던
- 렉스 해리슨

### 조연
- 린다 다넬
- 리J.콥
- 게일 손더그라드
- 미카일 라섬니
- 데니스 호이
- 티토 레날도
- 리처드 라이온
- 윌리엄 에드먼즈
- 존 애봇
- 레오나드 스트롱
- 코니 리언
- 마조리 이튼
- 헬레나 그랜트
- 테드 헤치트
- 조 가르시오

## 제작진
- 원작자: 마가렛 랜든
- 미술: 윌리암 S. 달링
- 미술: 라일 R. 휠러
- 의상: 보니 캐신